# Sericospilus advena
Sericospilus advena är en skalbaggsart som beskrevs av Sharp 1882. Sericospilus advena ingår i släktet Sericospilus och familjen Melolonthidae. Inga underarter finns listade i Catalogue of Life.